# Famille de Hilda
Ne pas confondre avec Groupe de Hilda.
La famille de Hilda est l'une des deux familles collisionnelles identifiées au sein du groupe de Hilda, l'autre étant la famille de Schubart. Elle est nommée d'après son membre le plus grand (153) Hilda. Une étude publiée en 2015 estime à 409 le nombre d'astéroïdes appartenant à cette famille (contre 352 pour celle de Schubart). Les astéroïdes de ces deux familles sont de type C.
La distinction de ces familles au sein du groupe est récente et les deux termes famille ou groupe ont longtemps été utilisés de manière indifférente pour désigner ce qu'on appelle aujourd'hui le groupe de Hilda. On rencontre ainsi encore souvent l'expression "famille de Hilda" utilisée à tort pour désigner le "groupe de Hilda" dans son ensemble.
Se reporter à l'article Groupe de Hilda pour plus détails.